# Júnior Krüger
Júnior Ugarte Krüger (...) è un giocatore di football americano brasiliano, che gioca come offensive tackle per i Jaraguá Breakers.